# Оперный театр

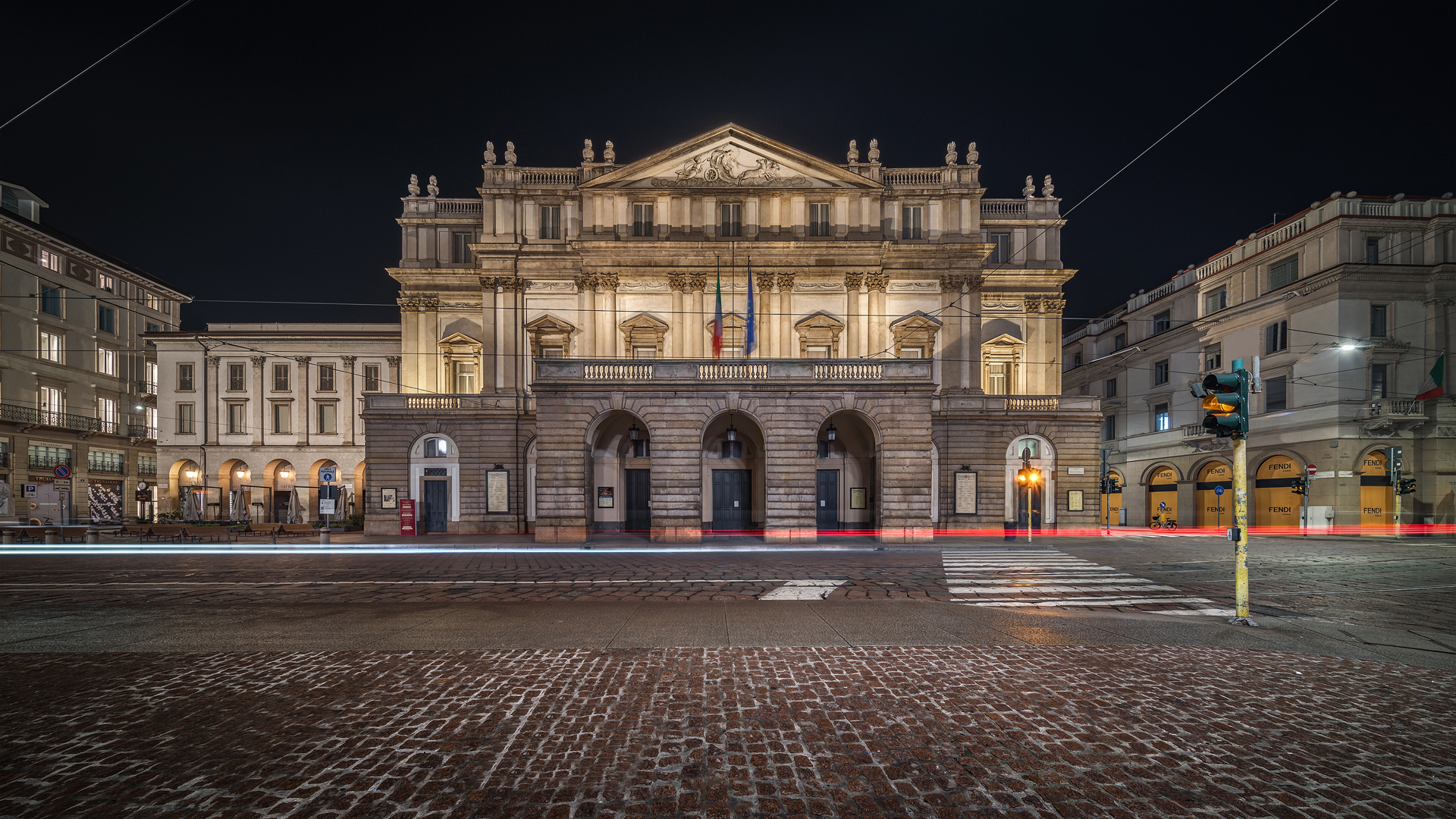
Театр Ла Скала в Милане

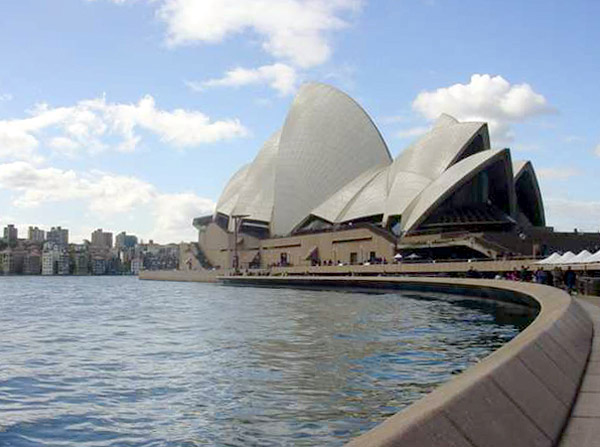
Сиднейский оперный театр

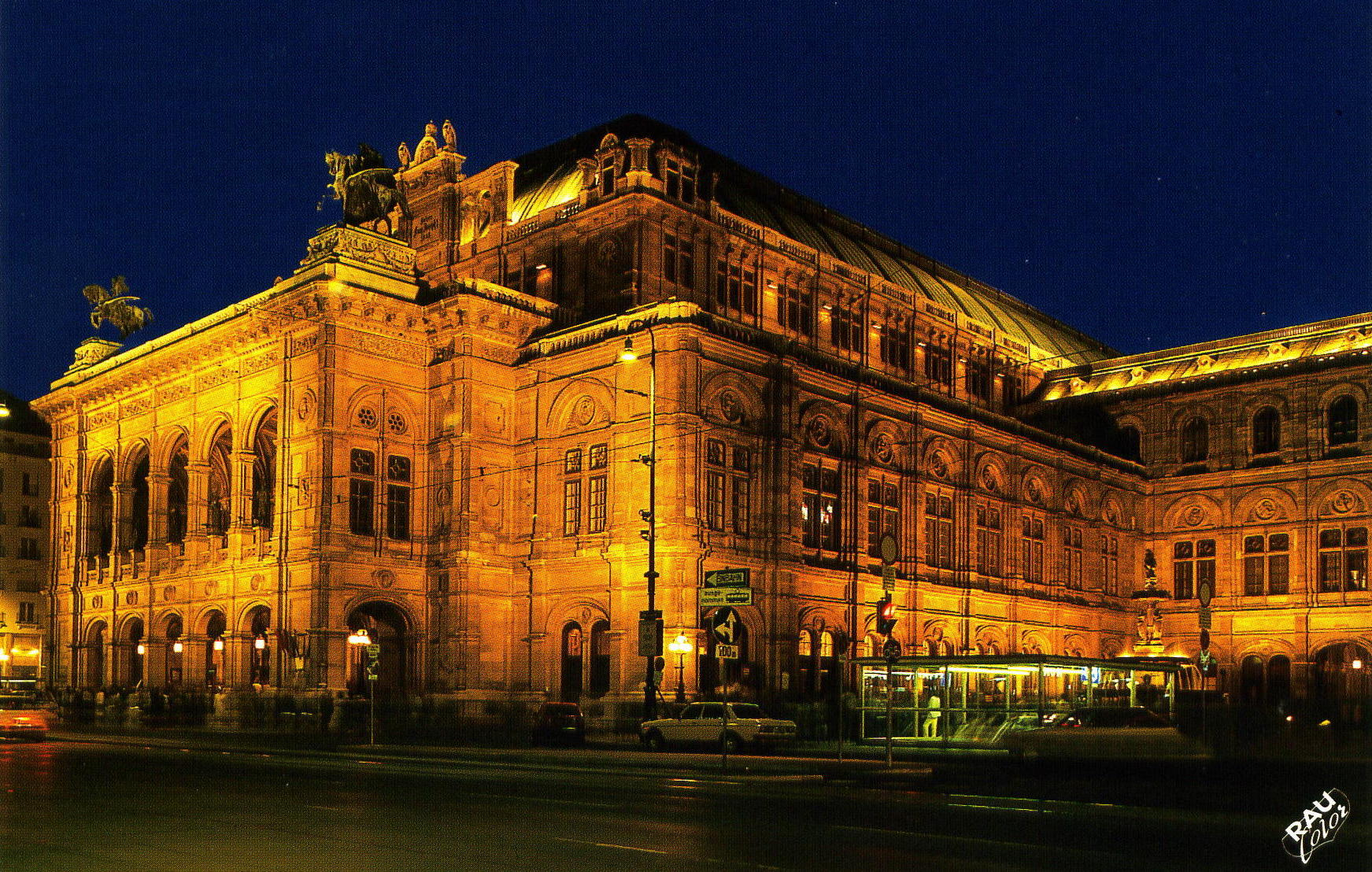
Венская государственная опера

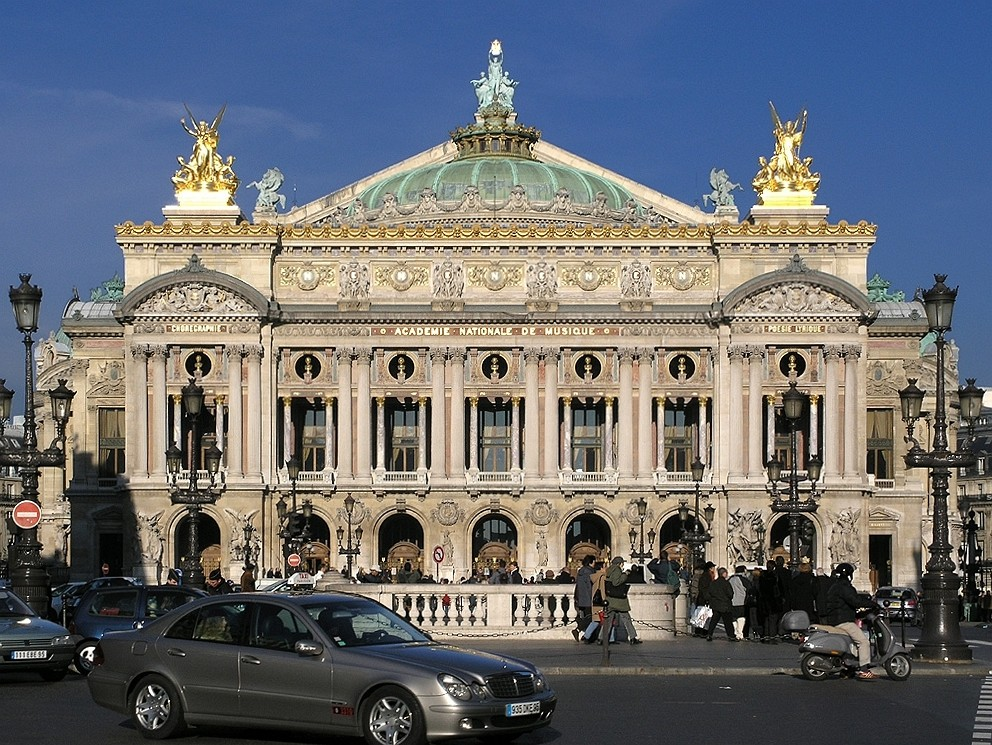
Опера Гарнье в Париже

Интерьер театра Колон в Буэнос-Айресе

О́перный теа́тр — здание музыкального театра, в котором проходят, прежде всего, представления оперы и балета.
Здание оперного театра (за исключением театров под открытым небом) имеет большую сцену с дорогостоящим техническим оборудованием, оркестровую яму и зрительный зал в один или несколько ярусов, располагающихся друг над другом либо в виде лож. Данная архитектурная модель оперного театра является основной.
Первые оперные театры появились в середине XVII века сначала в Венеции, а затем в других городах Италии и предназначались для развлечения аристократии. При строительстве оперных театров со времени их возникновения до наших дней использовались две различные тенденции:
- В классическом ярусном театре расположение публики в ложах имело такую же значимость, как и происходящее на сцене. Зрительный зал и сцена были ярко освещены. Исполнители пели на авансцене, в то время как задняя часть сцены служила для сменяющихся декораций. В современных театрах используется вся сцена от рампы до задника сцены, зрительный зал затемнён и имеет полукруглую форму. Со временем театры становились всё больше, так, здание Метрополитен Опера в Нью-Йорке вмещает 4000 зрительских мест.
- Вторая важная тенденция касается расположения оркестровой ямы. В театре барокко музыканты находились на одном уровне с партером. Дирижёр был необязателен, так как оркестр и исполнители имели непосредственный контакт. Со временем оркестр стал занимать всё больше места, в результате этого появилась оркестровая яма. При строительстве Байройтского театра Рихард Вагнер устроил специальную оркестровую яму для исполнения своих произведений. Она ярусами уходит глубоко под сцену и закрыта сверху, таким образом, нельзя точно установить источник звуков, что создаёт дополнительный сценический эффект.

В XVIII веке зрителем оперных театров стала и буржуазия. Оперные театры превратились из дворцовых театров в государственные оперы.
Понятие «оперный театр» включает в себя не только здание театра, но и учреждение. Под этим может пониматься как постоянная труппа театра (солисты театра, хор, балетная труппа, оркестр, статисты), так и художественные руководители (директор, дирижёры, режиссёры, драматурги, помощники режиссёра), администрация, кассы, гардероб и театральные мастерские. В больших оперных театрах может быть занято до 1000 постоянных сотрудников. В некоторых странах, например в Великобритании, Франции и США, не существует постоянных театральных трупп. Постановки разрабатываются совместно несколькими театрами, а затем идут в них поочерёдно.
В большинстве стран содержание зданий оперных театров является убыточным и требует государственных субсидий или пожертвований меценатов. Например, годовой бюджет театра Ла Скала (Милан, Италия) по состоянию на 2010 год составил 115 миллионов евро (40 % — государственная дотация и 60 % — пожертвования частных лиц и продажа билетов), а в 2005 году театр Ла Скала получил 25 % от 464 миллионов евро — суммы, предусмотренной бюджетом Италии на развитие изобразительных искусств. А Эстонская национальная опера в 2001 году получила 7 миллионов евро (112 миллионов крон), что составило 5,4 % средств министерства культуры Эстонии.